# 1840年美国总统选举
1840年美国总统选举主要由辉格党的威廉·亨利·哈里森與民主党的马丁·范布伦競爭，結果由威廉·亨利·哈里森勝出，当选為第9任美國总统。

## 辉格党候选人
- 亨利·克莱，肯塔基州聯邦參議員
- 威廉·亨利·哈里森，俄亥俄州前聯邦參議員
- 温菲尔德·斯科特（Winfield Scott），美国将军

随着1840年总统大选的临近，辉格党人越来越信心十足。他们相信，一定能挫败现任总统马丁·范布伦竞选连任的努力。与此同时，辉格党人也开始逐渐抛弃早先最看好的候选人、肯塔基州的联邦参议员亨利·克莱，寻找新的总统候选人。
辉格党放弃克莱参议员，是因为反对他的人太多。有些人反对他，因为他是奴隶主；另外一些人反对他，因为他跟商界关系过于密切，觉得他总是站在银行那边。此外，辉格党里越来越多的人觉得，应该推举一位战斗英雄参加总统大选，一个像前总统安德鲁·杰克逊那样的人。
纽约州的瑟洛·威德是辉格党的重要领袖之一。他还记得1812年战争中的英雄杰克逊将军受到的民众的热爱。威德觉得，威廉·亨利·哈里森将军可能就是辉格党需要的候选人。
哈里森将军1811年曾经在印第安纳率兵对印第安人发动攻击，也是1836年的总统候选人之一。美国西部的人觉得，在1811年那场战斗中，哈里森取得了巨大的胜利。
除了哈里森将军外，瑟洛·威德还觉得，避免美加边境冲突的温菲尔德·斯科特将军也是个可以考虑的人选。斯科特将军是南方维吉尼亚州的人，没有涉政经验，也没有政敌。威德最后认定，跟哈里森或克莱相比，斯科特是最佳人选。
但是辉格党的其他领袖则提出，哈里森参加过1836年大选，虽然没有胜出，但是得到了不少选票。辉格党召集党代会，提出克莱、斯科特和哈里森三个人选，会议代表最终选择了哈里森。
大会还选择另外一个南方人约翰·泰勒为副总统候选人。泰勒笃信各州的权力，极力推举克莱作为总统候选人。据说，听到候选人不是克莱时，泰勒热泪盈眶。与此同时，南方辉格党人同意支持哈里森，完全因为泰勒是副总统候选人。
克莱没去参加大会，呆在华盛顿等消息。大会最后一天，他一杯接一杯地喝酒。大会代表推举哈里森的消息传来时，克莱气愤地说，“我是政党历史上最倒霉的人，肯定会输的时候总让我去，这次谁都能赢，提名的反倒不是我了。”

### 辉格党的选举策略
民主党对克莱落选十分高兴。辉格党推举67岁的哈里森，正合他们的意。民主党人称哈里森为“老太太”，管他叫“哈里森奶奶”。民主党人的一份报纸说，“这个老头根本不想当总统，”还说，哈里森更想要的是每年两千美元的退休金、一桶果酒，和一个小木屋。
果酒是普通劳工喝的，当时很多农民都住在小木屋里。辉格党人利用民主党人的嘲讽作为自己的武器，希望借此将原本代表银行家和商人利益的辉格党改头换面，标榜为一个代表普通劳工和农民的政党。他们说，“民主党人说得对，辉格党就是一个喝果酒、住小木屋的政党。”
辉格党人还把本来是维吉尼亚贵族的哈里森描绘成普通大众的化身。他在俄亥俄州的大房子变成了小木屋，他摘下华丽的丝绸帽子，带上普通农民的帽子。
辉格党领袖不让哈里森公开讲话，也不让他发表文章，一切书信都由政治顾问代写，即使公开讲话，谈的也都是一些无关痛痒的问题。没有人真正了解哈里森对任何重要问题的看法。

## 民主党候选人
与此同时，1840年5月，民主党人也在巴尔的摩召开了候选人提名大会。
现任总统范布伦获得大会全体代表的支持，参选连任。但是在副总统候选人的问题上，与会代表无法达成一致，最后决定由各州提名。

## 竞选期间
这次大选是美国建国以来最不可思议的一次。民主党和辉格党都竭尽全力，证明自己是普通民众的朋友。辉格党人到处盖木屋，免费提供果酒，在户外举办几千人的竞选大会，管饭管酒水。
除此之外，辉格党还主办游行活动，有乐队伴奏，高举旗帜和哈里森的画像。竞选期间涌现了很多竞选歌曲，宣传哈里森的英勇善战，讲述哈里森对普通人艰苦和简单生活的热爱。
辉格党人同时还对民主党候选人、现任总统范布伦进行攻击，竞选歌曲把范布伦描述成住在白宫里的国王。宾夕法尼亚的一位国会议员发表的一篇攻击范布伦的讲话，讲话稿散布全国。
这位议员指责说，白宫变成了宫殿。范布伦睡觉的床跟法国国王路易十五的床一样豪华。他说，范布伦吃的是法国大餐，用的是金盘银盏，白宫地毯的厚度，能让一只脚陷进去。这位议员还指责范布伦穿的是丝绸服装，甚至往身上抹香水，让自己闻起来象鲜花一样芬芳。
范布伦和其他民主党人称这些指控是无稽之谈，但是没有人信。民主党人也对辉格党候选人哈里森做出了同样无聊的攻击，说哈里森是文盲，说他欠债不还，甚至说他把白人卖做奴隶。亨利·克莱说，这场竞选是木屋和宫殿、是果酒和香槟之间的斗争。
缅因州1840年9月选举，选民推举辉格党的爱德华·肯特担任州长，并把缅因州的选举人票投给了战斗英雄哈里森。辉格党人还根据缅因州的选举结果谱写了一曲新歌。其他各州也陆续投票。

## 结果
从选举一开始，就能明显看出，哈里森将军胜券在握。最后，哈里森获得了234张选举人票，范布伦只有60张，哈里森当选美国的第九位总统。
哈里森竞选期间的大部分决定都是由辉格党领袖做出的，其中一些人，特别是亨利·克莱和丹尼尔·韦伯斯特以为，哈里森入主白宫后，也会继续接受他们的摆布。
哈里森把一切都看在眼裏。1840年底，他前往克莱所在的肯塔基州，但是明确表示，不想跟克莱见面。哈里森担心，如果跟克莱见面的话，别人就会觉得，克莱才是新政府里的实权人物。哈里森1841年3月4日就任總統一個月後就去世，成為美國史上任期最短的總統，此後輝格黨實力逐漸下降。
 本文全部或部分内容来自美国联邦政府所属的美国之音网站。根据版权条款（英文）和有关美国政府作品版权的相关法律，其官方发布的内容属于公有领域。